# Robert Lelangue
Robert Lelangue (Etterbeek, 4 februari 1940) is een voormalig Belgisch wielrenner.

## Carrière
In 1958 werd hij Nationaal kampioen op de weg bij de Nieuwelingen. In 1961 begon hij zijn profloopbaan als wielrenner en deze duurde tot 1969. Hij combineerde zijn loopbaan op de weg het wielrennen op de baan. In 1966 werd tweede bij het Nationaal Kampioenschap op de weg voor profs. Verder won hij een etappe in de Ronde van Luxemburg en de Vierdaagse van Duinkerke. Zijn grootste successen op de weg behaalde hij in 1967 toen hij de GP Jef Scherens won en eerste werd in de Italiaanse semiklassieker Sassari-Cagliari. Hij nam slechts eenmaal deel aan de Ronde van Frankrijk, in 1963.
Op de baan werd hij in 1965 Nationaal kampioen ploegkoers samen met Theo Verschueren en in 1969 Nationaal kampioen omnium.
Hij nam in zijn carrière deel aan 27 zesdaagsen en wist er hiervan slechts één als overwinnaar af te sluiten, de Zesdaagse van Montreal in 1964 samen met Lucien Gillen.
Na zijn carrière was hij een aantal jaren sportdirecteur bij Molteni, Fiat en Kas van onder meer Eddy Merckx en Lucien Van Impe. Hij kreeg later een baan in de fietsenfabriek van Eddy Merckx. Van 1986 tot 2005 was hij tevens de bestuurder van de wagen van de koersdirecteur in de Ronde van Frankrijk. Hij is de vader van ploegleider John Lelangue.

## Overwinningen en ereplaatsen

### Baan
| Jaar     | BK                     | EK       | WK       | Overige  |
| Amateurs | Amateurs               | Amateurs | Amateurs | Amateurs |
| -------- | ---------------------- | -------- | -------- | -------- |
| 1959     | Sprint                 |          |          |          |
| 1960     |                        |          |          |          |
| Elite    |                        |          |          |          |
| 1961     |                        |          |          |          |
| 1962     |                        |          |          |          |
| 1963     |                        |          |          |          |
| 1964     |                        |          |          |          |
| 1965     | Ploegkoers             |          |          |          |
| 1966     | Omnium · Ploegkoers    |          |          |          |
| 1967     |                        |          |          |          |
| 1968     |                        |          |          |          |
| 1969     | Omnium · Achtervolging |          |          |          |

### Zesdaagse
| Jaar | Zesdaagse    | Partner          | Resultaat |
| ---- | ------------ | ---------------- | --------- |
| 1963 | Montréal     | Emile Severeyns  | Zilver    |
| 1964 | Buenos Aires | Gustav Kilian    | Zilver    |
| 1964 | Montréal     | Lucien Gillen    | Goud      |
| 1964 | Brussel      | Theo Verschueren | Brons     |
| 1965 | Montréal     | Lucien Gillen    | Brons     |
| 1965 | Toronto      | Lucien Gillen    | Brons     |
| 1965 | Québec       | Lucien Gillen    | Zilver    |
| 1966 | Québec       | Emile Severeyns  | Brons     |
| 1968 | Charleroi    | Julien Stevens   | Zilver    |

### Weg
1958
- Nationaal kampioen op de weg (Nieuwelingen)

1960
- Kattekoers/Gent-Wevelgem
- Tour du Lac Léman
- 49e Olympische Spelen

1961
- Memorial Fred De Bruyne - Berlare
- Objat
- Ransart - Beaumont - Ransart
- Kwaadmechelen
- 1e etappe van de Ronde van Luxemburg
- Nederbrakel
- Sint-Lambrechts-Woluwe
- Hoeselt
- Buggenhout

1962
- Mouscron
- Denderleeuw
- Stal - Koersel
- Criterium Aalst
- Haacht

1963
- Saint-Raphaël
- 2e etappe van de Vierdaagse van Duinkerke
- Meulebeke
- Oostende
- Soignies
- 's Gravenbrakel

1964
- Monaco
- Saint-Raphaël
- Criterium Diksmuide
- Grote Geteprijs
- Leuven

1965
- Criterium Diksmuide
- Sint-Niklaas
- Leuven
- Melsele
- Nord-West Schweizer Rundfahrt

1966
- Grand Prix d'Antibes
- Bilzen
- Moorslede

1967
- Alghero
- 3e etappe Giro di Sardegna
- GP Jef Scherens
- 2e etappe Ronde van Mallorca
- Cagliari - Sassari/GP Alghero
- Ohain
- Lessen - GP des Carrières
- Leuven

1968
- Halle

## Resultaten in voornaamste wedstrijden
| Jaar | Ronde van Italië | Ronde van Frankrijk | Ronde van Spanje |
| ---- | ---------------- | ------------------- | ---------------- |
| 1961 |                  |                     |                  |
| 1962 |                  |                     |                  |
| 1963 |                  | 69e                 |                  |
| 1964 |                  |                     |                  |
| 1965 |                  |                     |                  |
| 1966 |                  |                     |                  |
| 1967 |                  |                     |                  |

| Jaar | Milaan-San Remo | Gent-Wevelgem | Ronde van Vlaanderen | Parijs-Roubaix | Omloop Het Volk | Parijs-Brussel | Brabantse Pijl |
| ---- | --------------- | ------------- | -------------------- | -------------- | --------------- | -------------- | -------------- |
| 1961 |                 | 56e           |                      |                |                 | 26e            |                |
| 1962 |                 | 50e           |                      |                | 7e              |                |                |
| 1963 |                 | 33e           |                      |                |                 | 56e            |                |
| 1964 |                 |               |                      | 49e            | 20e             |                |                |
| 1965 |                 |               | 19e                  | 51e            |                 | 30e            | 4e             |
| 1966 | 15e             | 27e           | 43e                  |                | 19e             | 54e            |                |
| 1967 |                 |               |                      |                |                 |                | 5e             |

Wielerploegen van Robert Lelangue
Bar ·
Borgmans ·
Collette ·
Coppens ·
Cornelis ·
Goossens ·
Janssens ·
Joosen ·
Lelangue · 
Maes ·
Mortiers ·
Paulissen ·
Seneca ·
Severeyns ·
Simon ·
Van Buggenhout · 
Van Gompel ·
Van Huyck ·
Van Steenbergen ·
Vanderveken ·
Wouters
Buysse ·
Collette ·
Coppens ·
Covens ·
De Breucker ·
Demaer ·
Demunster ·
Goossens ·
Janssens ·
Joosen ·
Lelangue · 
Maes ·
Scherens ·
Schreel ·
Scrayen ·
Seneca ·
Severeyns ·
Van D'Huynslager ·
Van De Kerckhove · 
Van Gompel ·
Van Huyck ·
Van Poucke ·
Van Steenbergen ·
Vanderveken ·
Wouters
Bosmans ·
Covens ·
De Boever ·
De Breucker ·
Decabooter ·
De Muynck ·
De Wilde ·
De Wolf ·
Deferm ·
Demaer ·
Demunster ·
Haelterman ·
Haleydt ·
Ivens ·
Janssens ·
Joosen ·
Lelangue · 
Lykke ·
Proost ·
Scherens ·
Schreel ·
Scrayen ·
Seneca ·
Severeyns ·
Seynaeve ·
Sterckx ·
Stevens ·
Storms ·
Van Aerde ·
Van Coningsloo (vanaf 28/03) ·
Van Damme ·
Van De Kerckhove · 
Van Den Bossche ·
Van Steenbergen ·
Vanderbist ·
Wouters
Baguet ·
Borremans ·
Bosmans ·
Covent ·
Decabooter ·
De Muynck ·
De Pauw ·
De Thaey ·
De Wolf ·
Deferm ·
Delvael ·
Denson ·
Derboven ·
Desmet ·
Lelangue ·
Lykke ·
Maes ·
Proost ·
Schroeders ·
Scrayen ·
Sels ·
Sorgeloos · 

Stevens ·
Van Aerde ·
Van Damme (tot 31/07) ·
Van De Kerckhove · 
Van Looy ·
Van Steenbergen ·
Van Vreckom ·
Vanderbist ·
Wouters
Baguet ·
Ballegeer ·
Buysse ·
Daems ·
De Pauw ·
De Pré ·
De Sitter ·
De Wolf ·
Delaere ·
Delvael ·
Derboven ·
Desmet ·
Himpe ·
Hoskens ·
Janssen ·
Jaroszewicz ·
Lelangue ·
Lykke ·
Maes ·
Mattheus ·
Monteyne ·
Poppe ·
Post ·
Scrayen ·
Seeuws ·
Sels ·
Sercu ·
Sorgeloos · 
Stevens ·
Van Aerde ·
Van Hout ·
Van Looy ·
Van Maele ·
Van Steenbergen ·
Van Vreckom ·
Vanden Berghen ·
Verkindere
Adorni  ·
Armani ·
Bailetti ·
Bettinelli ·
Casalini ·
Casati ·
De Pauw ·
De Rosso ·
Delocht ·
Denti ·
Farisato ·
Grazioli ·
Lelangue ·
Mealli ·
Merckx  ·
Portalupi ·
Reybrouck ·
Scandelli ·
Sercu ·
Soave ·
Spruyt ·
Swerts ·
Van Den Bossche ·
Van Schil ·
Zuccotti